# Diego Vicente
Diego Vicente, vollständiger Name Diego Sebastián Vicente Pereyra, (* 19. Juli 1998 in Montevideo, Uruguay) ist ein uruguayischer Fußballspieler.

## Karriere

### Verein
Der 1,84 Meter große Mittelfeldakteur Vicente spielte im Jugendfußball mindestens seit 2012 bei River Plate Montevideo. In jenem Jahr gehörte er der Mannschaft in der Septima División an. 2013 war er im Team der Sexta División aktiv. Über die U-16 im Folgejahr führte sein Weg 2015 in das Team der Quinta División. In der Erstligamannschaft debütierte er in der Apertura 2015 beim 4:0-Heimsieg gegen Villa Teresa am 5. Dezember 2015 in der Primera División, als er von Trainer Juan Ramón Carrasco in der 64. Spielminute für Ángel Rodríguez eingewechselt wurde. In der Saison 2015/16 bestritt er vier Erstligabegegnung (kein Tor) und eine Partie (kein Tor) der Copa Libertadores 2016. Während der Spielzeit 2016 kam er  achtmal (kein Tor) in der Liga zum Einsatz.

### Nationalmannschaft
Vicente debütierte in der uruguayischen U-17-Auswahl unter Trainer Santiago Ostolaza beim 2:0-Sieg im Freundschaftsländerspiel gegen Argentinien am 25. November 2014. Er war Mitglied des Aufgebots bei der U-17-Südamerikameisterschaft 2015 in Paraguay, bei der Uruguay den 5. Platz belegte. Bis zum Turnierbeginn absolvierte er in der U-17 insgesamt zwei Länderspiele (kein Tor). Im Verlaufe des Turniers selbst folgten drei weitere, persönlich torlose Länderspieleinsätze.